# 飯高諸高
飯高 諸高（いいたか の もろたか、文武天皇2年（698年） - 宝亀8年5月28日（777年7月7日））は、奈良時代の女官。伊勢国飯高郡出身の采女の出で異例の従三位に叙せられた。初名は笠目（かさめ）。

## 概要
『続日本紀』の宝亀8年（777年）5月戊寅条に彼女の薨伝が残されている。この記事によれば、元正天皇の時代に采女として出仕したことが記されている。ここで、もう一つ注目されるのは、同書の天平14年（742年）4月甲申条に伊勢国飯高郡の采女・飯高君笠目の親族である県造（あがたのみやつこ）等に彼女と同じ「君」の姓が授けられた記事が載せられている。この笠目は後に正五位上に昇った後の天平宝字5年（761年）を最後に記録から姿を消し、それと入れ替わるように同じ位階の諸高が記録に現れることから、飯高笠目は後に諸高と改名したとするのが通説となっている。

## 経歴
『公卿補任』宝亀7年（776年）条では生年を持統天皇元年（687年）としているが、『続日本紀』にある没年および年齢とは符合しない。
元正天皇の時、内教坊もしくはその前身にあたる機関に出仕し、采女（もしくはその下の女孺として）歌舞音曲の分野で奉仕していたとみられている。当時の宮廷は踏歌など大陸から伝わった新たな歌舞の導入に努めており、古くから歌舞に長けた者が多いとされた伊勢出身の笠目（諸高）にもその分野で期待されたとみられる。
そして、前述の天平14年（742年）4月の段階においては、彼女は初位から正八位下に進み、一族まで新たな姓を与えられるのである。しかも、その3年後の天平17年（745年）には外従五位下に進められているのである。この異常な昇進の背景として、天平14年の正月に皇太子であった阿倍内親王（後の孝謙天皇）が聖武天皇や元正上皇の前で天武天皇ゆかりの五節舞を披露し、聖武天皇の後継者であることを内外に示した一件が関係あるとされている。五節舞は本来は宮中と伊勢神宮でのみ行われた舞で、当時の実際の演舞には内教坊が関わっていたと考えられ、伊勢出身である笠目（諸高）もこれに加わっていたと推定される。中川久仁子は内親王に五節舞の指導を行ったのが笠目（諸高）で、この功労によって破格の待遇を受けたとみられている。
正倉院文書によると、天平勝宝3年（751年）8月命婦として写経のことを宣し、天平勝宝4年（752年）12月には内侍とある。同年、東大寺写経所に宣して、六十花厳経・薬師経などを書写させ、天平勝宝5年（753年）2月には、同じく最勝王経・仁王経などを、同年3月には仁王経を、8月には法花寺大尼師のため、花厳経を、天平勝宝6年（754年）7月には光明皇太后のために梵網経をそれぞれ書写させている。同年11月にも写経をさせており、天平宝字元年（757年）閏8月には法華経疏を内裏に請い、天平宝字2年（758年）12月には正倉院より冶葛を内裏に進めている。以上のように天平宝字2年まで「命婦」または「内侍」と記されており、孝謙天皇に近侍し、経典書写の宣伝に従事している。
その後、内位に移され、天平宝字4年（760年）、孝謙上皇と淳仁天皇は太師藤原仲麻呂（恵美押勝）の田村第に行幸に同伴した折に正五位下、翌天平宝字5年（761年）6月には光明皇太后の周忌御斎供奉の功績によって正五位上に進められている。その後も、孝謙天皇（称徳天皇）に近侍していたとみられているものの、高齢によって8年ほど表舞台に立つことがなくなる。だが、その間に宿禰の姓を授けられ、諸高への改名もこの時期であったと推定される（特に功績による改名は孝謙・称徳天皇の時代にはしばしばみられた事象である）。
その後、称徳天皇の崩御の際に典侍であった諸高は典蔵の吉備由利の下で尚侍の大野仲仟とともに崩御直後の対応にあたったとみられている。そのことが評価されたためか、光仁天皇即位後の宝亀元年（770年）10月に従四位下に叙せられ、わずか数日後に改めて正四位下に叙せられた（なお、この時に大野仲仟も従三位に進められている）。
そして、宝亀7年（776年）4月、諸高はついに79歳で従三位に上がることになる。采女出身の女官で、ここまで昇進したのは前後に例のないことであった。翌宝亀8年（777年）、80歳に達したことを祝して、絁80疋、糸80絇、調布80端、庸布80端を賜っている。同年5月28日、80歳という高齢で薨去した。薨伝には、「性（せい）甚だ廉謹にして、志に貞潔を慕（ねが）ふ」とあり、4代の天皇（元正・聖武・孝謙〔称徳〕・光仁）に歴任して失（あやまち）がなかったと褒め称えている。

## 官歴
『続日本紀』による。
- 天平14年（742年） 4月10日以前：正八位下
- 時期不詳：正六位上
- 天平17年（745年） 正月7日：外従五位下
- 時期不詳：従五位上
- 天平宝字4年（760年） 正月5日：正五位下
- 天平宝字5年（761年） 5月26日：正五位上
- 宝亀元年（770年）10月25日：従四位下。11月1日：正四位下
- 宝亀7年（776年）4月19日：従三位
- 宝亀8年（777年）正月21日：賜絁80疋・糸80絇・調布80端・庸布80端。6月28日：薨去